# Krzywicka Góra

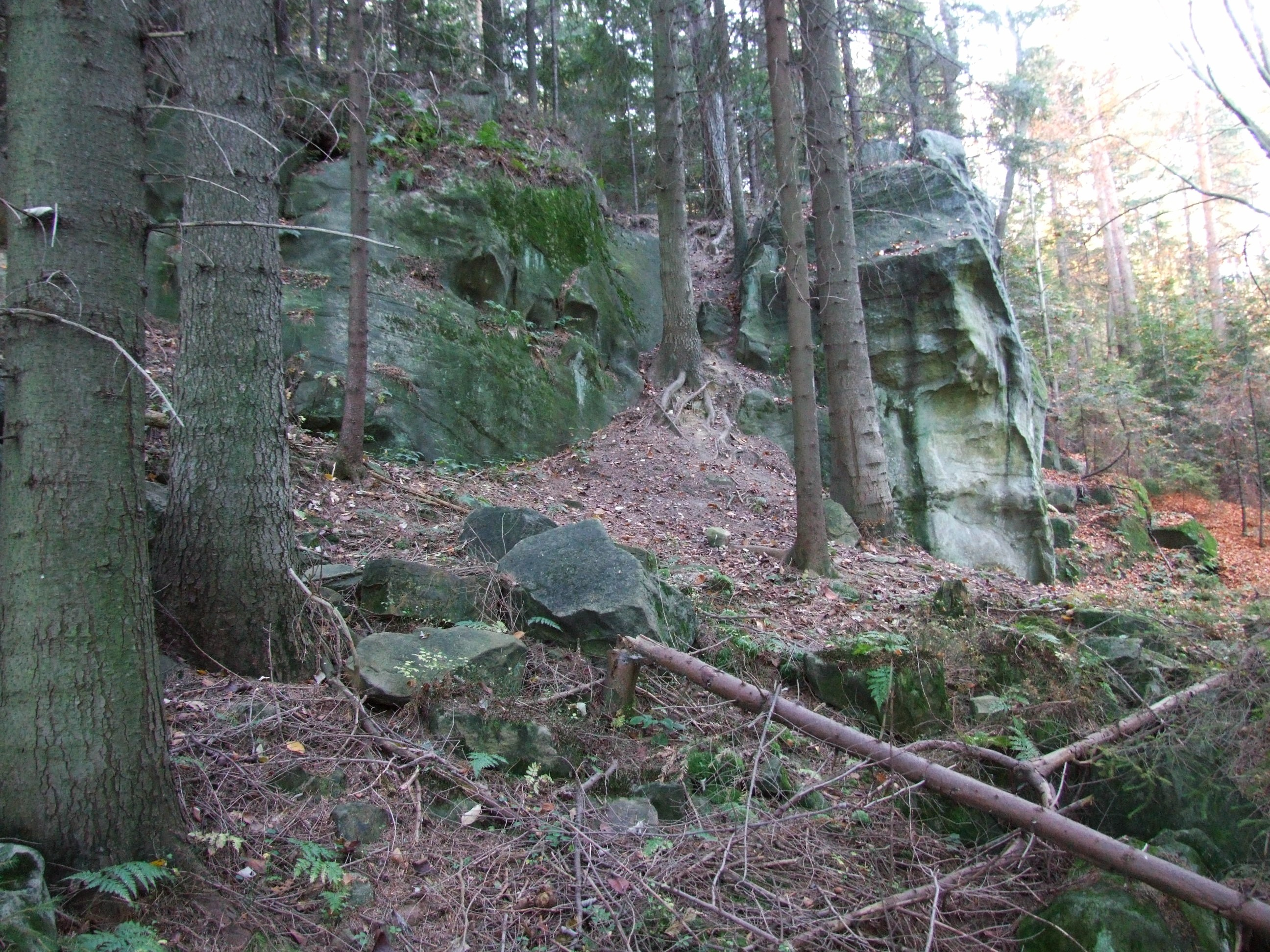
Wielki Kamień na Krzywickiej Górze

Krzywicka Góra lub Krzywica (584 m) – szczyt w Paśmie Lubomira i Łysiny. W naukowo opracowanej regionalizacji Polski według Jerzego Kondrackiego należy do Beskidu Wyspowego. Na niektórych mapach turystycznych czasami zaliczane jest do Beskidu Makowskiego.
Krzywicka Góra położona jest w bocznym grzbiecie odbiegającym ku południowemu zachodowi ze szczytu Działka. Rozciąga się on między doliną Ziębówki na północnym wschodzie oraz Krzywianki na południowym wschodzie, po dolinę Raby będącą jego zakończeniem od południowego zachodu. Górne partie stoków i sam grzbiet są niemal w całości porośnięte lasem; niżej na północ od szczytu usytuowane są przysiółki Klimasy oraz Górniakowo.
Tuż na północ od wierzchołka znajduje się osuwisko, a w nim kilka skał piaskowcowych, z których najwyższa ma wysokość 8 metrów. Są to skały Wielki Kamień (Diabli Kamień), Kuweta i Hipopotam. Nadają się do uprawiania bouldering. Na południowych stokach Krzywickiej Góry istnieje jeszcze drugie osuwisko. Według legend podobno była w nim jaskinia zwana Zbójnicką ze skarbami ukrytymi w niej przez zbójników.
Grzbietem Krzywickiej Góry prowadzi żółty szlak turystyczny. Odgałęzia się od niego krótka, znakowana czarno ścieżka do Wielkiego Kamienia. Niedaleko tego rozgałęzienia szlaków znajduje się nieduża, obecnie już zarastająca polana Na Granicach. Dawniej był na niej dom, w którym mieszkał chłop przez okoliczną ludność uznany za czarownika. Czarodziejskich umiejętności nauczył się w Argentynie, do której wyjechał za pracą i w której przebywał kilka lat. Autorzy przewodnika „Beskid Myślenicki: podają: Potrafił ukarać mieszkającego na Krzywicy syna, bogatego, ale skąpego kowala, który nie ugościł go należycie, gasząc czarami palenisko w kuchni i zamieniając zboże w sąsiekach na plewy. Odegnał również stada wron, które zleciały się na krzywickie pola ściągnięte zaklęciami, które odczytały niepowołane osoby. Według jednej z wersji podań ludowych czarownik ten ponownie wyjechał za granicę, według innych wraz z rodziną zmarł i został pochowany na tej polanie.
Z dolnej części szlaku turystycznego z Pcimia, poniżej lasu dość rozległe widoki na dolinę Raby. Świtem 5 września 1939 r. ze stoków Krzywickiej Góry batalion KOP majora Kuferskiego zaatakował stąd rozlokowaną na „zakopiance” kolumnę niemieckiej 2 Dywizji Pancernej zadając jej duże straty.

## Piesze szlaki turystyczne
żółty: Pcim – Krzywicka Góra – Działek – przełęcz Granice.